# Света Неделя (Жужелци)
Вижте пояснителната страница за други значения на Света Неделя.
„Света Неделя“ (на гръцки: Αγίας Κυριακής) е възрожденска православна църква, енорийски храм на костурското село Жужелци (Спилеа), Егейска Македония, Гърция. Църквата е гробищен храм, разположен южно от централния площад на селото. Храмът е част от Госненското архиерейско наместничество на Костурската епархия.
Църквата е построена в 1853 година върху основите на стар храм, от който са оцелели три икони – тази на Света Неделя е датирана 1776 г. В църквата са запазени и ценни стенописи.